# 古托姆·西居爾松
古托姆·西居爾松（古諾斯語：Guttormr Sigurðarson，1199年—1204年8月11日），在挪威內戰時期曾成為挪威國王（1204年1月－8月）。他是國王斯韋雷的孫子，四歲時被樺樹皮鞋黨所擁立而成為國王。雖然他顯然無法控制環繞着他的事件，但古托姆在瘋狂哈康的攝政下登上王位，導致樺樹皮鞋黨和牧杖黨兩派之間的衝突重現，後者得到丹麥國王瓦爾德馬二世在軍事上支持。
當孩子國王突然生病並逝世後，古托姆的統治突然結束。樺樹皮鞋黨的謠言認為，古托姆的疾病和死亡是由瘋狂哈康未過門的妻子姬絲汀娜·尼爾斯多塔所引起的，這一說法被現代歷史學家認為是可疑的。低力度的內戰伴隨著古托姆的死亡而引起，直到1207年達成和解，暫時將王國劃分才暫時完結。儘管古托姆是國王，但古托姆並沒有被列入挪威國王的官方名單上。

## 生平

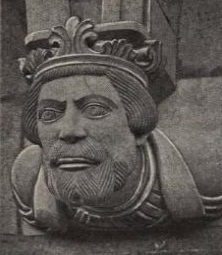
國王斯韋雷的半身像

古托姆·西居爾松是國王斯韋雷的長子西居爾·那維特的私生子。他母親的身份不明。西居爾先於他的父親斯韋雷於1202年去世，並由斯韋雷的小兒子哈康三世繼任。哈康三世統治直到他自己於1204年1月1日去世。哈康三世在他短暫的統治期間奉行樺樹皮鞋黨與牧杖黨之間和平與統一的政策，但在他死後，雙方關係崩潰，新階段的挪威內戰因而開始。部分樺樹皮鞋黨對哈康三世與牧杖黨和解的政策表示不滿，這可能因此導致他的死亡，之後樺樹皮鞋黨內部的權力平衡立即變成周圍支持瘋狂哈康的派系。
在哈康三世去世後的第二天，樺樹皮鞋黨在與卑爾根的主教馬丁協商後，指定古特托姆為王位會議的國王。斯韋雷的外甥瘋狂哈康同時被任命為攝政王和軍隊的領導者。根據牧杖黨薩迦（Bagler sagas）的說法，年輕的國王然後拿起一把劍配帶在哈康的身旁，然後遞給他一面盾牌。在得到所有酋長的同意之後，他進一步給哈康伯爵的頭銜，讓哈康坐在他的寶座旁邊。因此，哈康的異常強勢地位由他與國王坐在同一水平而象徵著，而不是像其他伯爵那樣習慣坐於位置較低的座位。斯韋雷的另一個外甥彼得·史祖伯和斯韋雷的女兒西莉西亞的丈夫被任命為古托姆的監護人。

## 起義與死亡
任命戰爭和權力飢渴的瘋狂哈康（牧杖黨稱他為“瘋狗”）到重要位置導致樺樹皮鞋黨內部衝突，以及與牧杖黨的關係惡化。瘋狂哈康的地位抬高使牧杖黨相信樺樹皮鞋黨並沒有太大的和平希冀。因此，牧杖黨前往丹麥，並在團結起來支持前任國王馬格努斯五世的兒子埃林·斯泰因維格，該黨的成員曾試圖在1203年宣佈他為國王。他們的反抗得到丹麥的瓦爾德馬二世積極支持，他們試圖重新奪回丹麥在古時對維肯的統治。

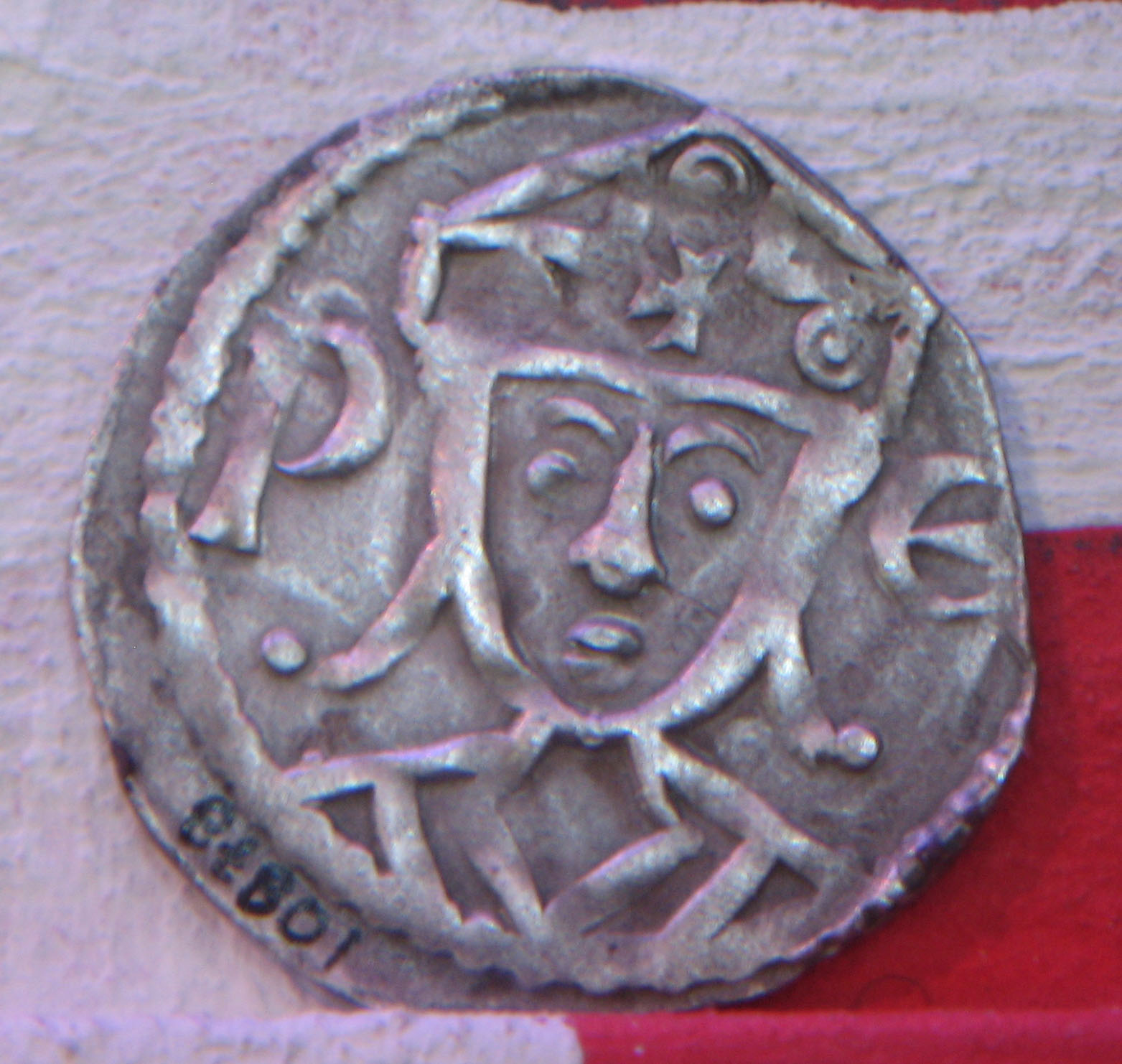
支持牧杖黨的丹麥國王瓦爾德馬二世在錢幣上的繪像

瓦爾德馬二世於6月抵達維肯，戰船超過300艘，而埃林·斯泰因維格在通斯堡於國王瓦爾德馬二世面前進行了一次神明裁判，以證明他是馬格努斯五世的兒子。因此，丹麥國王向埃林提供35艘船，埃林·斯泰因維格並與菲利普·西蒙森（另一位牧杖黨競爭對手）一起，宣誓效忠瓦爾德馬二世。雖然菲利普·西蒙森對王位的要求得到瓦爾德馬二世和教會的支持，但最終，牧杖黨宣布埃林·斯泰因維格成為國王，菲利普亦成為Haugating和Borgarting（挪威東南部的議會）的伯爵，以及牧杖黨很快獲得對維肯的控制權。在春天或初夏，古托姆·西居爾松在特隆赫姆的奧雷庭被樺樹皮鞋黨加晚為國王。雖然瘋狂哈康正在召集一支軍隊來對抗牧杖黨，可能是在奧雷庭議會上第二次的純軍事集會，古托姆突然生病並於8月11日死亡。他被埋葬在特隆赫姆的尼達羅斯大教堂。
在較長版本的牧杖黨薩迦中，暗示古托姆的疾病和死亡是由瑞典出生的姬絲汀娜·尼爾斯多塔所引起的，他在古托姆去世後不久與瘋狂哈康結婚。現代歷史學家認為這種說法是可疑的，這是由於樺樹皮鞋黨傳播的謠言與幾個月前哈康三世的突然死亡有關。同一消息來源聲稱，哈康三世被毒害，據稱是斯韋雷的寡婦、姬絲汀娜的姨媽瑪格麗塔·埃里克斯多塔所下毒的。瘋狂哈康試圖接替古托姆為國王的計劃失敗，因為他不被信任並與很多強大的對手敵對。古托姆逝世後，他的繼任者英格二世和牧杖黨之間發生了低力度內戰，直到1207年英格二世、瘋狂哈康和新的牧杖黨支持的王位覬覦者菲利普·西蒙森達成和解，從此分裂王國為兩部分治數年。